# عامر الكعبي
عامر الكعبي، لاعب كرة قدم قطري دولي معتزل مثل منتخب قطر في كأس آسيا 2000 .
مثل أندية الأهلي والغرافة .

## روابط خارجية
- عامر الكعبي على موقع الاتحاد الدولي (مؤرشف)  (الإنجليزية)
- عامر الكعبي على موقع ناشيونال فوتبول تيمز (الإنجليزية)
- عامر الكعبي على موقع أوليمبيديا (الإنجليزية)